# Dominika Grabowska
Dominika Grabowska (ur. 26 grudnia 1998 w Pruszkowie) – polska piłkarka, występująca na pozycji pomocniczki w TSG 1899 Hoffenheim, reprezentantka kraju.

## Kariera klubowa
W latach 2006-2008 była zawodniczką juniorskiej drużyny Znicza Pruszków. W 2014 r. została wypożyczona z Pragi Warszawa do AZS Wrocław. W sezonie 2014/15 Ekstraligi kobiet strzeliła dwie bramki. Po sezonie 2016/17 przeszła do Górnika Łęczna. W sezonie 2017/18 wywalczyła mistrzostwo Polski (na trzy kolejki przed końcem rozgrywek, po pokonaniu w 24. kolejce u siebie ASZ PWSZ Wałbrzych 2:1) oraz Puchar Polski, po zwycięstwie w finale z Czarnymi Sosnowiec 3:1. W czerwcu 2020 r. podpisała roczny kontrakt z francuskim klubem Ligue 1 – FC Fleury 91.

## Kariera reprezentacyjna
W wieku 15 lat, 22 listopada 2014 w Sosnowcu, zadebiutowała w seniorskiej reprezentacji Polski w przegranym 1:4 meczu z Belgią. 11 lutego 2015 w węgierskiej miejscowości Lipót podczas wygranego 7:2 spotkania przeciwko Węgierkom - mając 16 lat i 47 dni - zdobyła w 60. minucie bramkę, stając się najmłodszą strzelczynią w historii kadry narodowej „biało-czerwonych”. Poprzedni rekord ustanowiła 4 kwietnia 1991 Katarzyna Jendryczko, która była o 31 dni starsza. W rozegranych jesienią 2015 r. meczach eliminacyjnych do Euro 2017 strzeliła po jednej bramce Słowacji i Mołdawii. W październiku 2017 r. otrzymała powołanie na mecze towarzyskie z Estonią oraz Grecją, wracając tym samym do kadry po blisko półtorarocznej przerwie.

## Sukcesy
- Mistrzyni Polski: 2017/18, 2018/19, 2019/20
- Zdobywczyni Pucharu Polski: 2017/18, 2019/20